# رأسمال مغلق

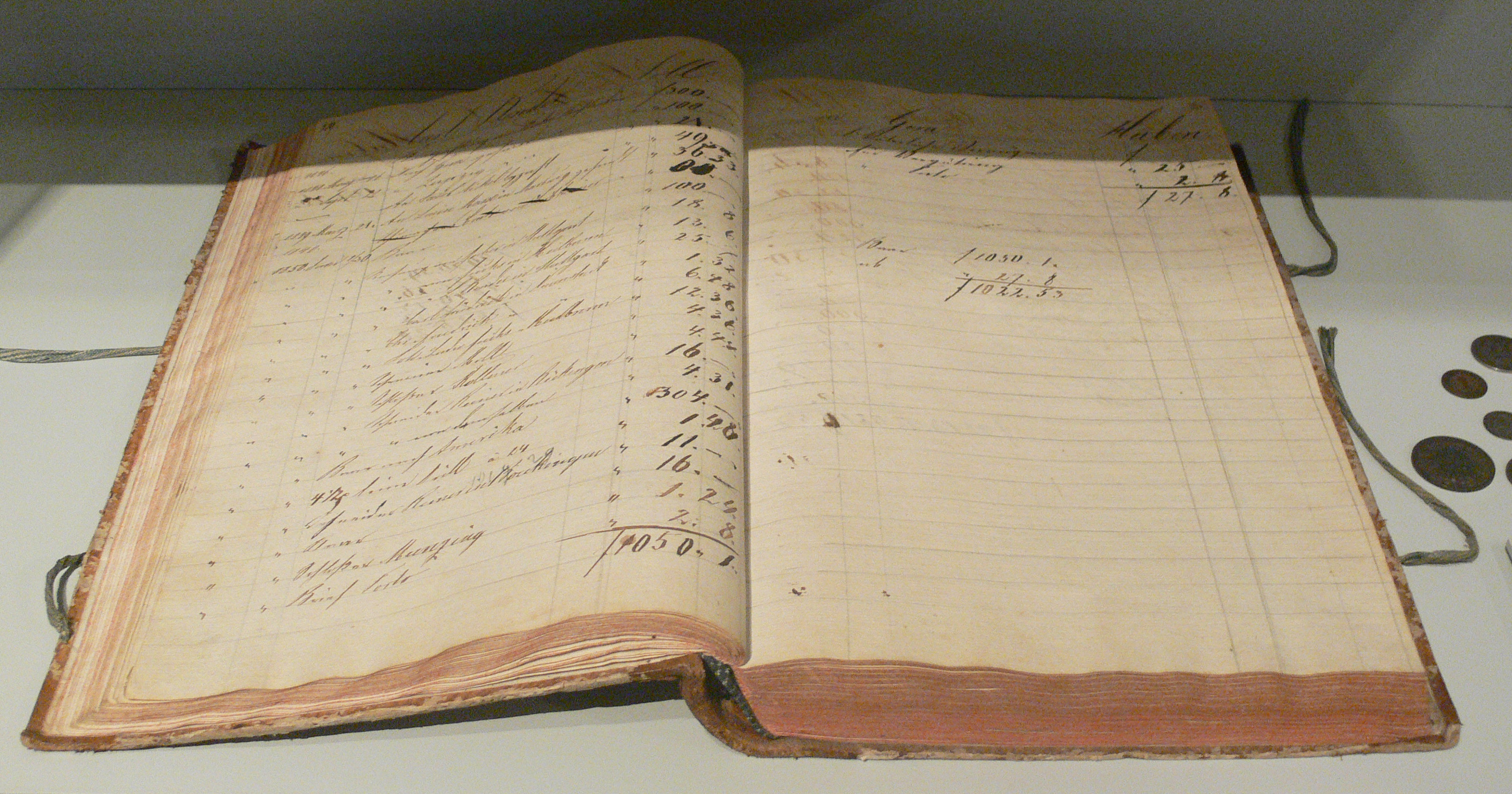

رأسمال مغلق أو رأسمال ثابت (بالإنجليزية: closed-end fund) هو نوع من الاستثمار الجماعي يتميز بثبات عدد المستثمرين. فمن النادر أن تؤسس حصص جديدة بعد إنشاء العملية الاستثمارية. ولا ترد حصك أحد المستثمرين لا على هيئة رد نصيبه من رأس المال ولا في هيئة أوراق مالية أو ضمانات وإنما يبقى رأس المال يعمل إلى أن تنفض العملية الاستثمارية. ويمكن أن يشتري مساهم نصيب في رأس المال من السوق أو عن طريق سمسار أو من مستثمر آخر، ذلك بعكس رأس المال المفتوح open-end fund الذي تصدر فيه شركة استثمارية أسهما جديدة للحصول على المال أو يمكن فيها استرجاع أنصبة المساهمين.
ويحدد ثمن النصيب في استثمار الرأسمال المغلق أولا على أساس قيمة الاستثمار وثانيا بحسب سعرها في السوق تبعا للعرض والطلب.

## اقرأ أيضا
- رأسمال مفتوح
- أسهم رأس المال
- حق المساهم
- وديعة
- شركة تضامنية محدودة
- مسؤولية محدودة
- معدل الفائدة السنوي
- سند مؤقت
- مصروفات جارية
- التزام حالي
- إيراد مقدم
- ايجار باطني
- تعهد
- في الإيداع
- نقص
- أوراق تجارية مالية
- موارد المال
- صرافة العملات